# Kviknei zsoltárkönyv
A Kviknei zsoltárkönyv középkori latin nyelvű kéziratos énekeskönyv, valószínűleg Norvégia legrégebbi könyve. Valamikor 1150 és 1200 között készülhetett.
Pergamenre írták és fálapok közé kötötték, eredeti kötése a 13. századból származik.

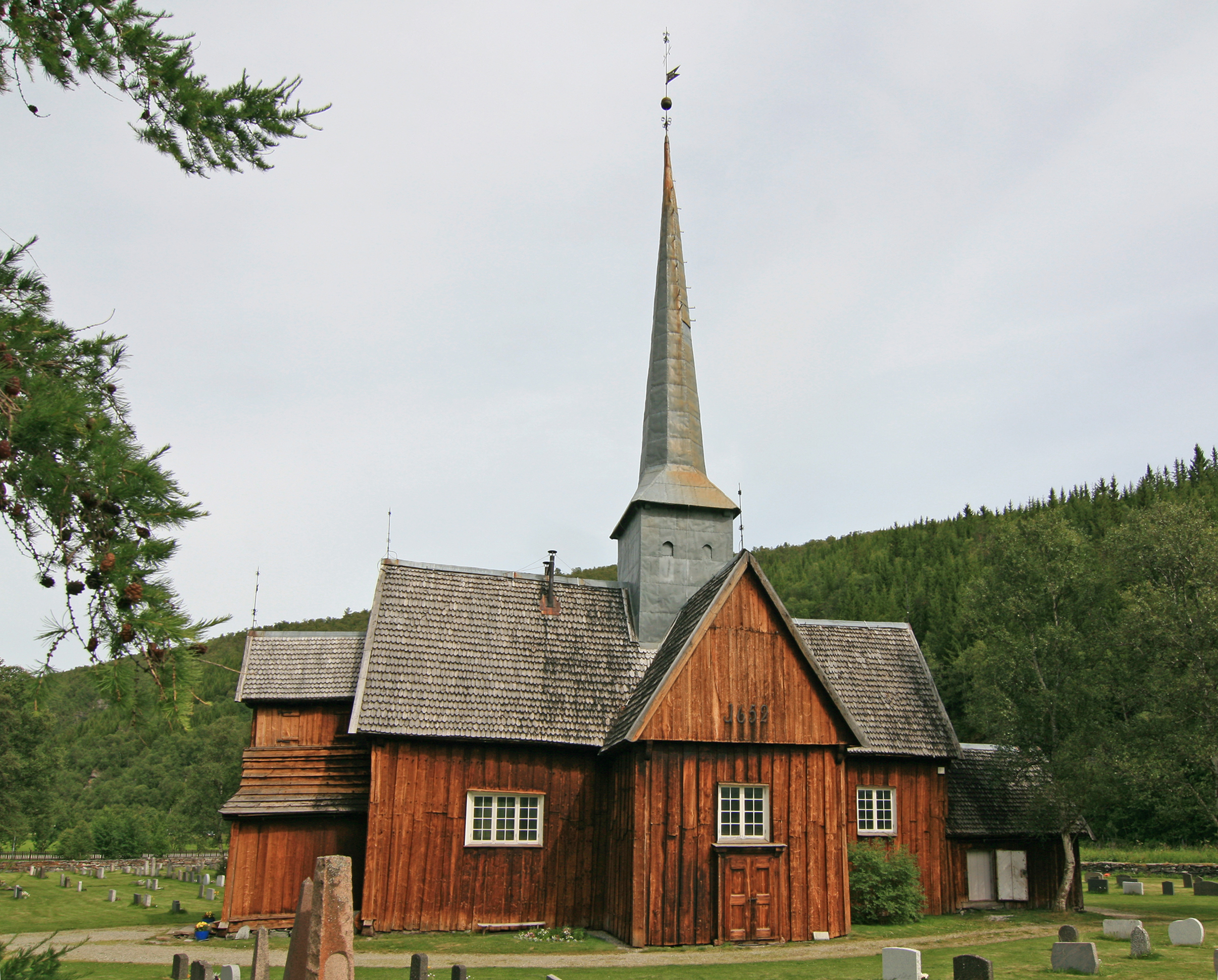
A Kvikne templom

A könyvet egészen a 19. századig a mai Tynset településen 1654 körül épült Kvikne templomban őrizték, ma az oslói Norvég Nemzeti Könyvtár tulajdona.

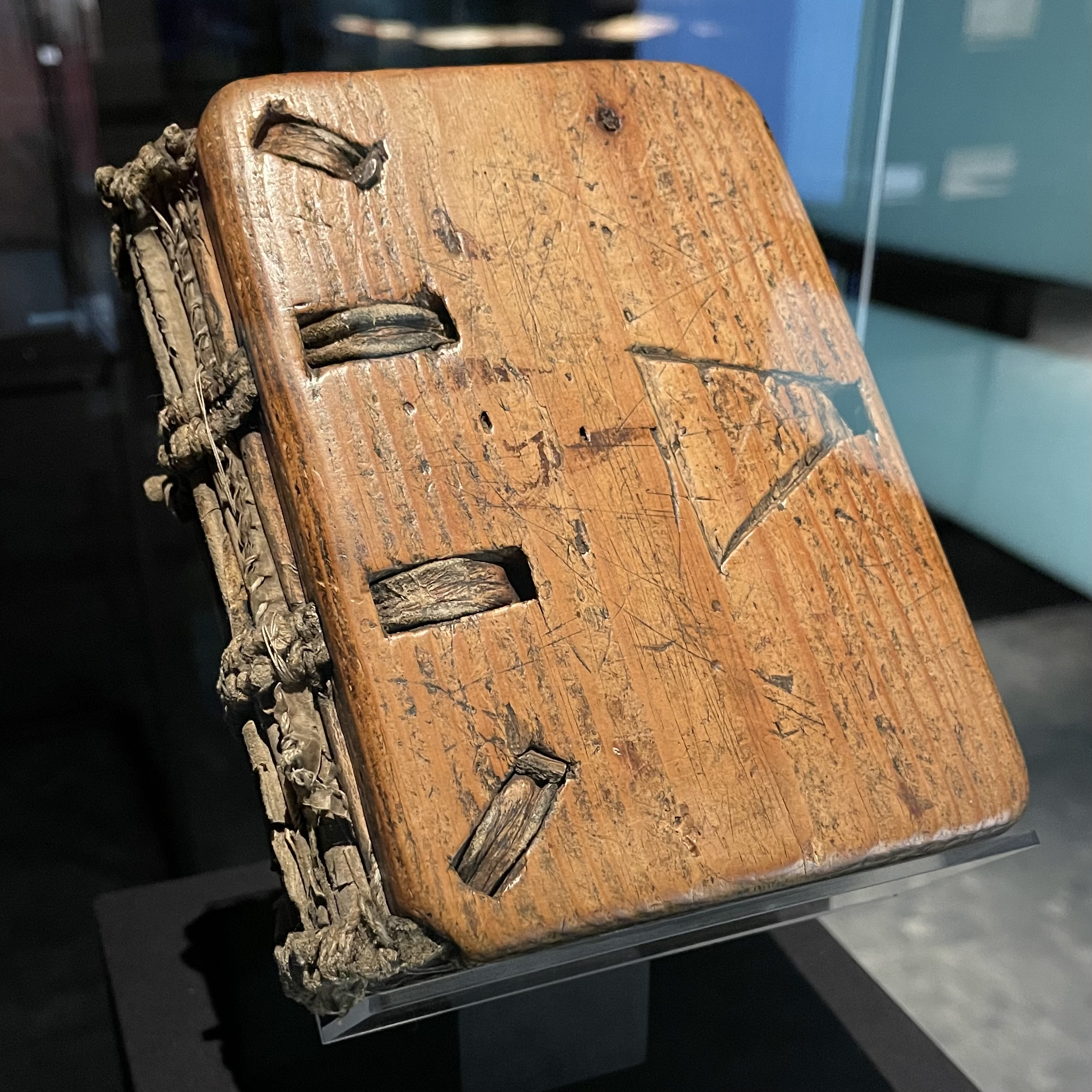
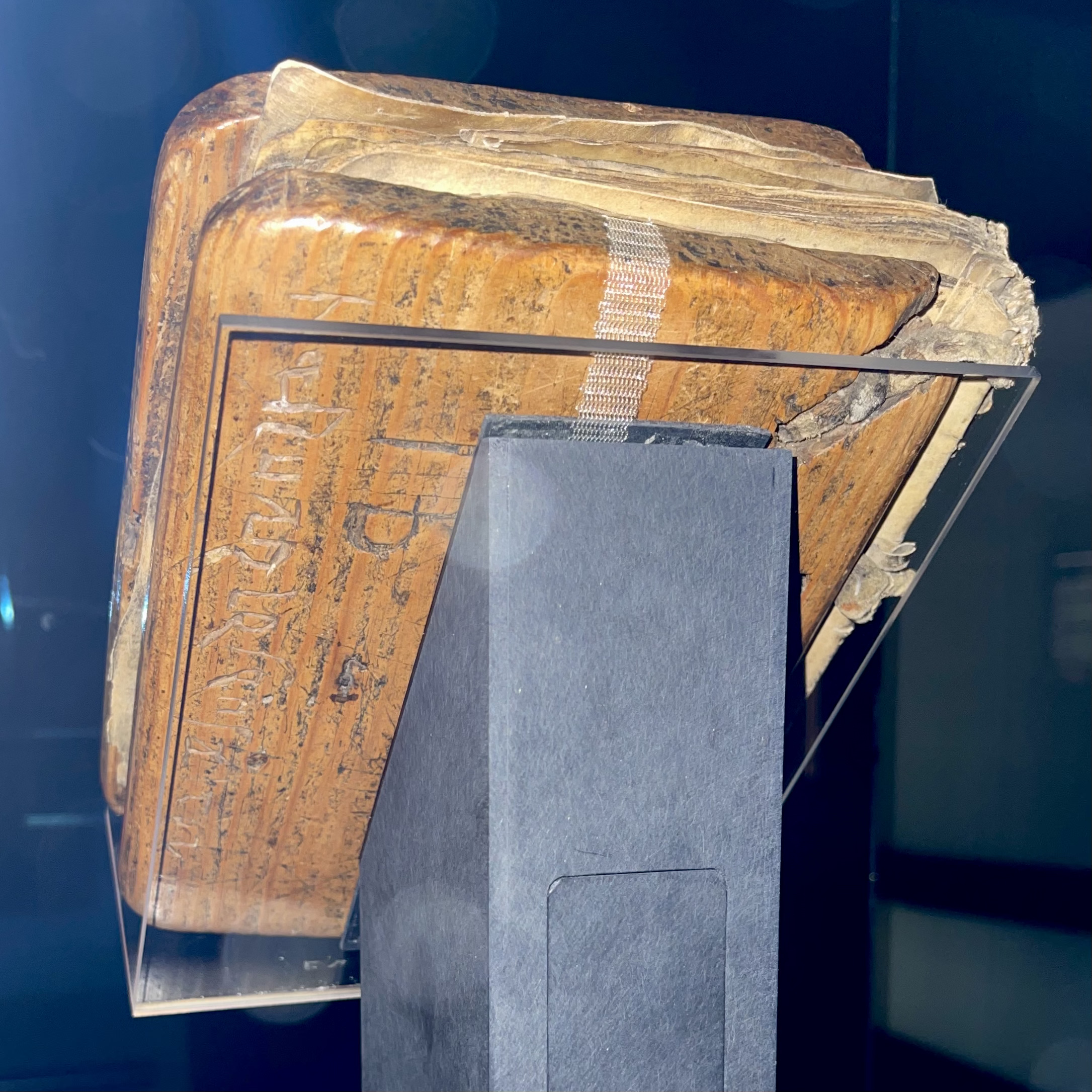

A fából készült borítóján ónorvégül rúnák és latin betűk keverékével olvasható: "Kvikna Kyrkja á mik", ami azt jelenti "Kvikne templom birtokol engem".

## Fordítás
- Ez a szócikk részben vagy egészben  a   Kvikne-psalteret című norvég Wikipédia-szócikk fordításán alapul.  Az eredeti cikk szerkesztőit annak laptörténete sorolja fel. Ez a jelzés csupán a megfogalmazás eredetét és a szerzői jogokat jelzi, nem szolgál a cikkben szereplő információk forrásmegjelöléseként.